# Segon missatger
En fisiologia cel·lular, un sistema de segon missatger és un mètode de senyalització cel·lular a través del qual una molècula permet la transducció d'un senyal provinent de l'exterior d'una cèl·lula cap a l'interior o la superfície d'ella. Els segons missatgers són un component de les cascades de transducció de senyal.
Generalment un lligant (una hormona) s'ajunta a un receptor de la membrana aquesta unió és l'origen de l'alliberament d'un missatger secundari del citoplasma o a la membrana plàsmica segons l'afinitat química (hidròfoba/hidròfila) que tingui. Aquest missatger secundari pot comportar una cascada de reaccions que amplifica el senyal desembocant en una resposta cel·lular (transcripció de gen, alliberament de contingut de vesícules d'exocitosa, etc.).
El sistema de missatgers secundaris pot ésser activat de diverses maneres, ja sia per activacions d'enzims que els sintetitzen, com passa en l'activació de ciclases que sintetitzen nucleòtids cíclics, o per obertura de canals iònics per permetre el flux d'ions metàl·lics com en el cas del segon missatger Ca2+. Aquestes petites molècules poden continuar la cascada bioquímica o intervenir en altres processos.

## Tipus de molècules que actuen de segon missatger
N'hi ha tres tipus bàsics: 
- Molècules hidròfobes: insolubles en aigua, com diglicerol, i fosfatidilinositols,
- Molècules hidròfiles: solubles en aigua, com cAMP, cGMP, IP₃, i Ca2+ en biologia, que estan en l'interior del citosol
- Gasos: NO i CO, els quals es poden difondre a través del citosol i de la membrana cel·lular.